# Alberto Armijo
Alberto Armijo Pujol (Nicoya; 27 de septiembre de 1926-San José; 9 de agosto de 2021) fue un delantero de fútbol costarricense.

## Selección nacional
Jugó para Costa Rica en dos Campeonatos CCCF, los Juegos Centroamericanos y del Caribe de 1950 y los Juegos Panamericanos de 1951. Tuvo un total de dieciséis partidos internacionales, anotando siete goles.

## Clubes
| Club                         | País       | Año       |
| ---------------------------- | ---------- | --------- |
| Orión                        | Costa Rica | 1943-1945 |
| Universidad de Costa Rica    | Costa Rica | 1945-1951 |
| Sociedad Gimnástica Española | Costa Rica | 1951-1957 |
| La Libertad                  | Costa Rica | 1957-1958 |
| Cartaginés                   | Costa Rica | 1958-1962 |

## Palmarés

### Títulos nacionales
| Título           | Equipo | País       | Año  |
| ---------------- | ------ | ---------- | ---- |
| Primera División | Orión  | Costa Rica | 1944 |

### Títulos internacionales
| Título                                  | Equipo     | Sede      | Año  |
| --------------------------------------- | ---------- | --------- | ---- |
| Campeonato Centroamericano y del Caribe | Costa Rica | Guatemala | 1948 |
| Campeonato Centroamericano y del Caribe | Costa Rica | Cuba      | 1960 |

### Distinciones individuales
| Distinción                                                  | Año  |
| ----------------------------------------------------------- | ---- |
| Máximo goleador de la Primera División de Costa Rica        | 1950 |
| Máximo goleador de la Copa Costa Rica                       | 1959 |
| Máximo goleador del Campeonato Centroamericano y del Caribe | 1960 |
| Máximo goleador de la Primera División de Costa Rica        | 1961 |